# Calymniodes turcica
Calymniodes turcica är en fjärilsart som beskrevs av Druce 1908. Calymniodes turcica ingår i släktet Calymniodes och familjen nattflyn. Inga underarter finns listade i Catalogue of Life.